# Calytrix amethystina
Calytrix amethystina är en myrtenväxtart som beskrevs av Lyndley Alan Craven. Calytrix amethystina ingår i släktet Calytrix och familjen myrtenväxter. Inga underarter finns listade i Catalogue of Life.